# Kristen Wiig
Kristen Carroll Wiig (/wɪɡ/; sinh ngày 22/8/1973) là nữ diễn viên, nhà sản xuất phim người Mỹ. Cô được biết đến qua sê-ri hài Saturday Night Live (2005–12) và một số phim điện ảnh khác.
Wiig bắt đầu tham gia chương trình Saturday Night Live từ 2005, một năm sau đó cô vào vai trong phim hài Unaccompanied Minors. Sau một số các vai phụ trong những phim hài như Knocked Up (2007), Adventureland (2009), Whip It (2009) và Paul (2011), cô vào vai chính đồng biên kịch trong phim Bridesmaids (2011), tác phẩm thành công về doanh thu và nhận được nhiều đánh giá tích cực. Phim cũng mang về cho cô một đề cử giải Quả cầu vàng hạng mục Nữ chính xuất sắc nhất trong phim hài - nhạc kịch, hai đề cử  giải BAFTA và Oscar cho Kịch bản xuất sắc, một đề cử giải Screen Actors Guild hạng mục Diễn xuất nổi bật của dàn diễn viên.

## Thời thơ ấu
Wiig sinh năm 1973 tại Canandaigua, New York. Cô có một anh trai tên Erik Wiig. Cha cô là người gốc Na Uy, còn mẹ cô gốc Anh. Tên họ Wiig xuất phát từ vùng Vik ở hạt Sogn og Fjordane của Na Uy. Ông nội cô, Gunnar Wiig, là người nhập cư từ Na Uy nhập cư vào Rochester, New York.

## Danh sách phim

### Điện ảnh
| Năm  | Tên phim                              | Vai diễn                      | Ghi chú    |
| ---- | ------------------------------------- | ----------------------------- | ---------- |
| 2013 | Kẻ trộm mặt trăng 2                   | Lucy Wilde                    | Lồng tiếng |
| 2017 | Kẻ trộm mặt trăng 3                   | Lucy Wilde                    | Lồng tiếng |
| 2020 | Wonder Woman 1984: Nữ thần chiến binh | Barbara Ann Minerva / Cheetah |            |
| 2021 | A Boy Called Christmas                | Dì Carlotta                   |            |
| 2024 | Kẻ trộm mặt trăng 4                   | Lucy Wilde                    | Lồng tiếng |